# 万城の滝

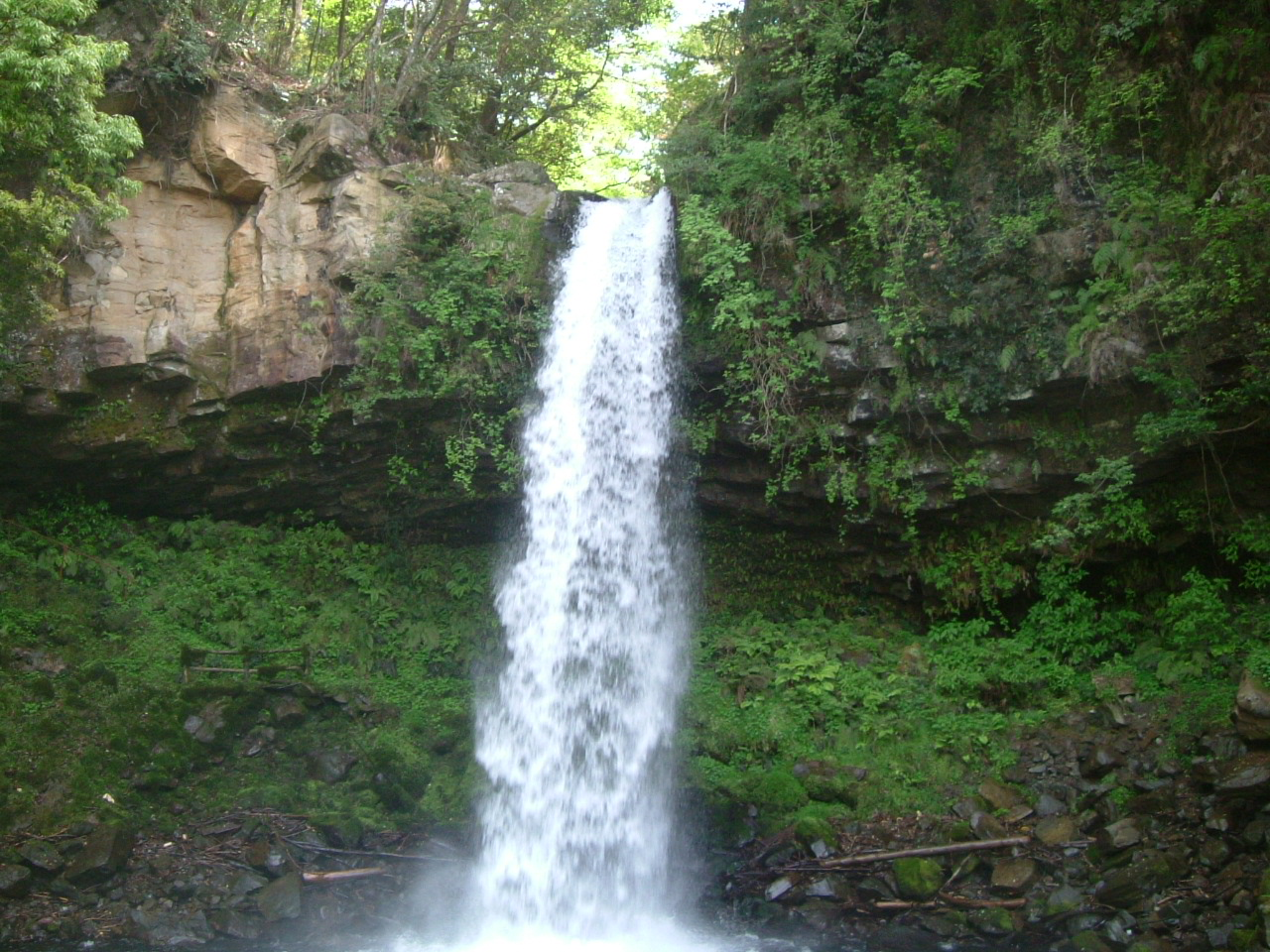
万城の滝（岩盤補強工事前の姿）

万城の滝（ばんじょうのたき）は静岡県伊豆市の中伊豆（地蔵堂）地区にある高さ20メートル、幅6メートルの滝。萬城の滝と書かれることも多く、別名は裏見の滝。古くは大滝と呼ばれていた。

## 概要
天城山の北麓を源流とする狩野川、その支流である地蔵堂川に滝は位置する。およそ2万4000年前に伊豆東部火山群の活動の一端として地蔵堂火山が誕生。そこから流れだした溶岩流の末端付近にあるのが万城の滝である。溶岩の岩盤には柱状節理が発達している。
別名に表れているように、以前は滝の裏側を見ることができたが、岩盤の崩落のおそれがあるために、現在歩道は閉鎖されている。また、2010年 - 2011年にかけて、崩落防止のために柱状節理の溝をモルタルで埋める補強工事が行われ、自然そのものの姿は失われている。滝は県と伊豆半島の7市6町が取り組んでいる「伊豆半島ジオパーク構想」の候補地の一つであったが、致命的な形で手が加えられたため、この滝をジオサイトとして指定することができなくなった。
滝には、「この地に住んでいた赤姫の機を織る音がこの滝の水の音と合して、牛の鳴き声に似ているので、滝の主はこの赤姫の飼っていた赤牛である」との伝説が残されている。
周囲には「萬城の滝キャンプ場」や「寄生木（ヤドリギ）」などがある。毎年8月中旬には「萬城の滝祭り」が開催され賑わう。

## アクセス
修善寺駅から伊豆箱根バス万城の滝行で「万城の滝」下車（季節運転）。